# Az InuYasha fejezeteinek listája
Az InuYasha első mangája 1996. november 13-án jelent meg.
1. kötet
- 1.     Az elátkozott ifjúság
- 2.     Inu Yasha feltámad
- 3.     Új ellenség 1. rész
- 4.     Új ellenség 2. rész
- 5.     Kagome nyila
- 6.     Kagome nyila/2
- 7.     A hajszálak Yurája
- 8.     Hazatérés

2. kötet
- 9.     Hazatérés/2
- 10.    Dilemma
- 11.    Lélekátvitel
- 12.    Félvér
- 13.    Egy anya arca
- 14.    Az arctalan asszony
- 15.    A fekete gyöngy
- 16.    Az acél-agyar
- 17.    Az átváltozás
- 18.    Örökség

3. kötet
- 19.    A sötét kastély
- 20.    Tsukumo no gama
- 21.    A lelkek hagyatéka
- 22.    Kegyelemért könyörögni
- 23.    A hús maszkja
- 24.    Az összetört test
- 25.    Lehull a maszk
- 26.    Segítek neked, ha..
- 27.    Az összetört maszk
- 28.    Rókatűz

4. kötet
- 29.    A mennydörgés fivérek
- 30.    A szeretett lány
- 31.    Kagome utolsó esélye
- 32.    Felfalni az energiát
- 33.    Csak a kardhüvely maradt..
- 34.    A kardhüvely hívása
- 35.    A kis szellem
- 36.    Amíg a szemeim ki nem nyílnak..
- 37.    Pokolra jutsz
- 38.    Nyugalomra lelni

5. kötet
- 39.    Pókfej
- 40.    Újhold
- 41.    A pók hálójában
- 42.    Az aura védelmében
- 43.    Az erő visszatér
- 44.    Ahol a szilánkok vannak..
- 45.    Föld és csontok
- 46.    A lélektelen test
- 47.    Ellenállni

6. kötet
- 48.    Árulás
- 49.    Örök gyűlölet
- 50.    A kiszakított lélek
- 51.    A léha szerzetes
- 52.    Gyöngytolvaj
- 53.    Út a semmibe
- 54.    Az elátkozott kéz
- 55.    A megszállott festő
- 56.    Festett démonok
- 57.    A festő álma
- 58.    A beszennyezett tinta

7. kötet
- 59.    A pótkéz
- 60.    A farkas-agyar hatalma
- 61.    Veszedelmes darazsak
- 62.    Megszerezni a kezet
- 63.    A kard visszaszerzése
- 64.    Elválás
- 65.    Onigumo
- 66.    A gonosz árnyéka
- 67.    Külön utak
- 68.    Az áttört védőpajzs

8. kötet
- 69.    Megérezni a gyöngy jelenlétét
- 70.    Újra együtt
- 71.    Naraku
- 72.    Égésnyom
- 73.    Ellopott lelkek
- 74.    A menthetetlen lélek
- 75.    Kikyo védőpajzsa
- 76.    A halál illata
- 77.    Kagome hangja
- 78.    Gyengéd illat

9. kötet
- 79.    A gonosz gyümölcse
- 80.    A titkos kert
- 81.    Gyomorfájás
- 82.    Egy éjszaka Toukajin konyhájában
- 83.    Az örök élet titka
- 84.    A varázsíj
- 85.    Inuyasha lelke
- 86.    Taiji-ya – A démonirtók
- 87.    A csapda
- 88.    Az erőd

10. kötet
- 89.    A múmia
- 90.    Bosszú
- 91.    Gyanakvás
- 92.    Cselszövés
- 93.    Bábu
- 94.    A shikon gyöngy születése
- 95.    Suijin
- 96.    A szent fegyver
- 97.    A víz-isten igazi arca
- 98.    Az igazi víz-isten

11. kötet
- 99.    Örvény
- 100.   A kígyó végzete
- 101.   Seb a hasítékon
- 102.   Mushin temploma
- 103.   Megmenteni Mirokut
- 104.   Kokochuu
- 105.   Miroku élete
- 106.   Kohaku
- 107.   Kohaku élete
- 108.   Sango árulása

12. kötet
- 109.   Naraku kastélya
- 110.   Gonosz aura
- 111.   Megtisztulás
- 112.   Jinenji
- 113.   Támadás
- 114.   Egy félvér vágyai
- 115.   Otthon
- 116.   A gonosz barlangja
- 117.   A beteljesült átok
- 118.   Kodoku

13. kötet
- 119.   Kikyo nyila
- 120.   Naraku új teste
- 121.   Kikyo fogoly
- 122.   A halál illúziója
- 123.   Gyilkos szándék
- 124.   Az igazi Naraku
- 125.   Toutousai
- 126.   Tenseiga
- 127.   Szélvágó
- 128.   Láthatatlan technika

14. kötet
- 129.   A kard igazi ura
- 130.   Farkas
- 131.   Egy lány élete
- 132.   Kouga
- 133.   Kagome fogságban
- 134.   A farkasok barlangja
- 135.   Paradicsommadarak
- 136.   Mindenki mindenki ellen
- 137.   Egy erős férfi
- 138.   Azért hagytam elmenekülni, mert

15. kötet
- 139.   Egy pár érzései
- 140.   (Kúton túl?)
- 141.   (Üldözés?)
- 142.   (Holtak tánca?)
- 143.   (Kagura)
- 144.   (Szélhasználó)
- 145.   (The Spider on the Back?)
- 146.   (Kagura rejtélye?)
- 147.   (Koharu)
- 148.   (Kanna)

16. kötet
- 149.   (Emberi védelem?)
- 150.   (Megsemmisülés?)
- 151.   A shikon gyöngy fénye
- 152.   A kilőtt nyíl
- 153.   Kikyo valódi célja
- 154.   A harmadik démon
- 155.   Goshinki
- 156.   Démoni vér
- 157.   Ösztön
- 158.   A démon-kard

17. kötet
- 159.   Toukijin
- 160.   Az újjáéledt tetsusaiga
- 161.   Toukijin új ura
- 162.   A vér szaga
- 163.   A valódi erő
- 164.   A negyedik
- 165.   Juuroumaru
- 166.   Lehullott láncok
- 167.   Kageroumaru
- 168.   Kettő kettő ellen

18. kötet
- 169.   Ellenfél a föld alól
- 170.   Megsemmisítés
- 171.   Kikyo veszélyben
- 172.   Onigumo szíve
- 173.   Féltékenység
- 174.   Védőpajzs földből
- 175.   Ahol először találkoztunk
- 176.   Kagome szíve
- 177.   A kastély romjai
- 178.   Kohaku emlékei

19. kötet
- 179.   Gyanú
- 180.   Kitörölt emlékek
- 181.   Sango döntése
- 182.   Az arc, amely nem tűnik el
- 183.   Az átváltozás titka
- 184.   Mérgező szövedék
- 185.   Mészárlás
- 186.   Elborult elme
- 187.   Vérrel bemocskolva
- 188.   Sziklához szegezve

20. kötet
- 189.   Ryuukossei
- 190.   Karmok és kard
- 191.   A tetsusaiga leghatalmasabb támadása
- 192.   Bakuryuuha
- 193.   Tsubaki, a sötét papnő
- 194.   Átok
- 195.   Célba véve
- 196.   Tsubaki szentélye
- 197.   Shikigami
- 198.   Az átok visszaverése

21. kötet
- 199.   Kővirág
- 200.   Összetört álom
- 201.   Naraku szaga
- 202.   Csontvihar
- 203.   Menekülés
- 204.   Napkelte
- 205.   A fél-démonok titka
- 206.   A hegy úrnője
- 207.   Egy lány szíve
- 208.   Az arc nélküli férfi

22. kötet
- 209.   Musou
- 210.   Onigumo emlékei
- 211.   Onigumo és Musou
- 212.   Szív
- 213.   Naraku, a fél-démon
- 214.   A Hyakki denevérek
- 215.   Shiori védőpajzsa
- 216.   Egy apa kívánsága
- 217.   Shiori hatalma
- 218.   Vörös penge

23. kötet
- 219.   Rin elrablása
- 220.   Naraku célja
- 221.   A védőpajzs feltörése
- 222.   Parancsra ölni
- 223.   Az elhagyott kastély
- 224.   Egy kis kikapcsolódás
- 225.   Szörny a kastély romjai között
- 226.   Naraku rejtekhelye
- 227.   Eltűnni nyomtalanul
- 228.   A démonfej-kastély

24. kötet
- 229.   A démonfej sírja
- 230.   Az ál-úrnő
- 231.   Hatalmas gonosz erő
- 232.   Sarugami-sama
- 233.   Az isten-szobor lelőhelye
- 234.   Élőhalott
- 235.   Kyoukotsu
- 236.   A hét zsoldos
- 237.   Jakotsu
- 238.   Mérgező füst

25. kötet
- 239.   Mukotsu
- 240.   Naraku üldözői
- 241.   Ginkotsu
- 242.   Renkotsu temploma
- 243.   A hét zsoldos szaga
- 244.   A barátok élete
- 245.   A hét zsoldos sírja
- 246.   A tiszta fényű shikon szilánk
- 247.   Suikotsu
- 248.   Tudathasadás
- 249.   Védőpajzs Hakurei hegyénél

26. kötet
- 250.   Bankotsu
- 251.   Összecsapás
- 252.   A szent terület határa
- 253.   Visszavonulás
- 254.   Banryuu sérülése
- 255.   Hijiri sziget
- 256.   A védőpajzs szíve
- 257.   Dokko
- 258.   Múmia

27. kötet
- 259.   Robbanás
- 260.   Arc
- 261.   Suikotsu faluja
- 262.   Fekete fény
- 263.   Suikotsu visszaemlékezése
- 264.   Lángtenger
- 265.   Barlang Hakurei hegyén
- 266.   Folyosó
- 267.   Határ
- 268.   Hakushin-shounin

28. kötet
- 269.   A sötétségben
- 270.   Váratlan események Hakurei hegyénél
- 271.   Szívdobbanás
- 272.   A szent terület pusztulása
- 273.   A folyosó végén
- 274.   Két szilánk
- 275.   Bankotsu ereje
- 276.   Kettészakítva
- 277.   Húsfal
- 278.   Újjászületés
- 279.   A démoni energia örvénylése

29. kötet
- 280.   Valódi szándék
- 281.   Új test
- 282.   Kikyo élete
- 283.   Inuyasha valódi érzései
- 284.   A szív sötét oldala
- 285.   Sugallat
- 286.   Eldobott szív
- 287.   Mimisenri
- 288.   A démon-asszonyok faluja

30. kötet
- 289.   Kannon temploma
- 290.   …
- 291.   Hol van Sango?
- 292.   Egy különleges asszony
- 293.   Kettévágva
- 294.   Entei
- 295.   Fehér gyerek
- 296.   Fej nélküli démonok
- 297.   A két világ határa
- 298.   Gyöngykagyló

31. kötet
- 299.   A kapu őrei
- 300.   Megnyílik a kapu
- 301.   A kapun túl
- 302.   Abi hercegnő
- 303.   A háromágú szigony
- 304.   Hijiri-sama faluja
- 305.   Nyílvessző
- 306.   A falu védőpajzsa
- 307.   A tiltott hegy
- 308.   Tó
- 309.   Választás

32. kötet
- 310.   Dühödt szív
- 311.   A kastély
- 312.   A parancs
- 313.   Bűnös emlékek
- 314.   Gyengülő átok
- 315.   A madarak fészkének szaga
- 316.   Az ajándék nyílvessző
- 317.   Tekkei
- 318.   Vérfolyam

33. kötet
- 319.   A szilánk szándéka